# Quessoy
Quessoy (bret. Kesoue) – miejscowość i gmina we Francji, w regionie Bretania, w departamencie Côtes-d’Armor.
Według danych na rok 2010 gminę zamieszkiwały 3492 osoby, a gęstość zaludnienia wynosiła 119 osób/km².